# 沙諾氏若花鱂
沙諾氏若花鱂為輻鰭魚綱鯉齒目鯉齒亞目花鳉科的其中一種，分布於中美洲墨西哥索諾拉的淡水流域，棲息在底中層水域，屬雜食性，生活習性不明。

## 擴展閱讀
維基物種上的相關：沙諾氏若花鱂